# مبرهنة فويرباخ

نظرية فويرباخ: دائرة النقاط التسع للمثلث تمس دوائره الماسّة جميعها. نقطة تماس دائرة النقاط التسع مع الدائرة الداخلية هي نقطة فويرباخ.

في الهندسة الرياضية، تنص مبرهنة فويرباخ (بالإنجليزية: Feuerbach's theorem)‏على أنّ دائرةَ النقاط التسع لمثلثٍ ما تمسُّ دوائرَه الخارجية والداخلية. تُسمّى نقطة تماس دائرة النقاط التسع مع الدائرة الداخلية نقطة فويرباخ بينما نقاط تماس دائرة النقاط التسع مع دوائر المثلث الخارجية فتُسمّى مُثلثَ فويرباخ. وتُعدُّ نقطة فويرباخ مركزاً للمثلث. أي أن تعريفها لا يعتمد على أطوال أضلاع المثلث أو موضعه. أسميت النقطة نسبةً إلى المهندس الرياضي الألماني كارل فويرباخ والذي نشر مبرهنته عام 1822م. أقصر بُرهانٍ لمبرهنة فويرباخ هي باستخدام مبرهنة كايزي التي نشرها جون كايزي عام 1866م، وذلك بتطبيقها على المماسات لدوائر المثلث الخارجية والداخلية الأربع تمسُّ الدائرة الخامسة.

## الإنشاء
دائرة المثلث الداخلية هي دائرة تمس جميع أضلاعه من الداخل. ويُعرف مركزها بأنه النقطة الناتجة عن تقاطع منصفات زوايا المثلث، ويُرمز إليه بـ{\displaystyle I}. بإسقاط هذه النقطة عمودياً على أحد الأضلاع يتشكل بذلك شعاع الدائرة الداخلية. تُصنّف مراكز الدوائر الخاصة بالمثلث على أنها من مراكز المثلث. من أبرزها: دائرة المثلث الداخلية، دائرة المثلث المحيطة، دائرة النقاط التسع و3 دوائر خارجية للمثلث. لكل مثلث يُوجد دائرة وحيدة تمس جميع أضلاعه تُسمَّى الدَّائرة الدَّاخلية أو الدَّاخلة. الدَّوائر الخارجيَّة لمثلث لكل مثلث توجد ثلاث دوائر خارجية تمس امتدادات أضلاعه. تُنشأُ الدوائر الماسة للمثلث (تتضمن الدوائر الماسة للمثلث الدوائر الداخلية والخارجية.) بأخذ منصفات الزوايا الخارجية والداخلية للمثلث، إذ تتقاطع هذه المنصفات في مراكز الدوائر الماسة.
دائرة النقاط التسع هي دائرةٌ في المثلث تَمُرُّ بتسعِ نقاطٍ مُهمّةٍ فيه. تحديداً:
- منتصف كل ضلع المثلث.
- مسقط كل رأس المثلث.
- منتصف كل قطعة واصلة بين رأس المثلث وملتقى ارتفاعاته.

## خواص نقطة فويرباخ
تقع نقطة فويرباخ على كل مستقيم واصل بين مركزي دائرتَيْ النقاط التسع وأحد الدوائر الماسة. وبذلك فإنه يقع على المستقيم الواصل بين دائرة النقاط التسع وبين الدائرة الداخلية.